# Benimeli
Benimeli (spanisch Ráfol de Almunia) ist eine spanische Gemeinde (municipio) in der Provinz Alicante mit einer Bevölkerung von 453 Einwohnern (Stand: 2024).

## Lage
Benimeli liegt etwa 80 Kilometer nordöstlich von Alicante und etwa 85 Kilometer südsüdöstlich von Valencia in einer Höhe von 95 m nahe der Mittelmeerküste.

## Geschichte

### Bevölkerungsentwicklung
| Jahr      | 1970 | 1981 | 1991 | 2001 | 2011 | 2021 |
| Einwohner | 379  | 388  | 322  | 334  | 411  | 419  |

## Sehenswürdigkeiten
- Burgruine von Segària
- Andreaskirche
- Kapelle

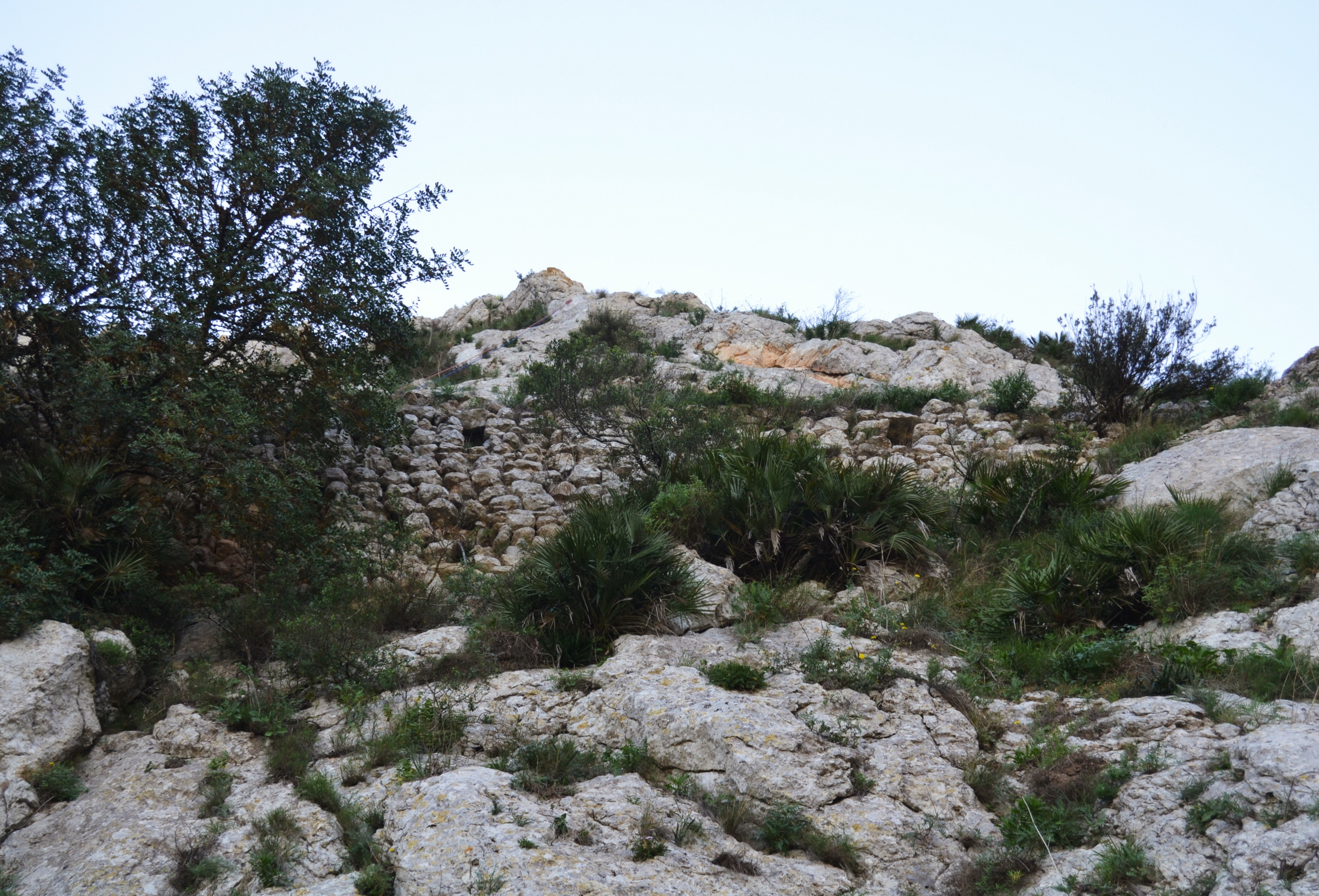
Reste der Burganlage von Segària
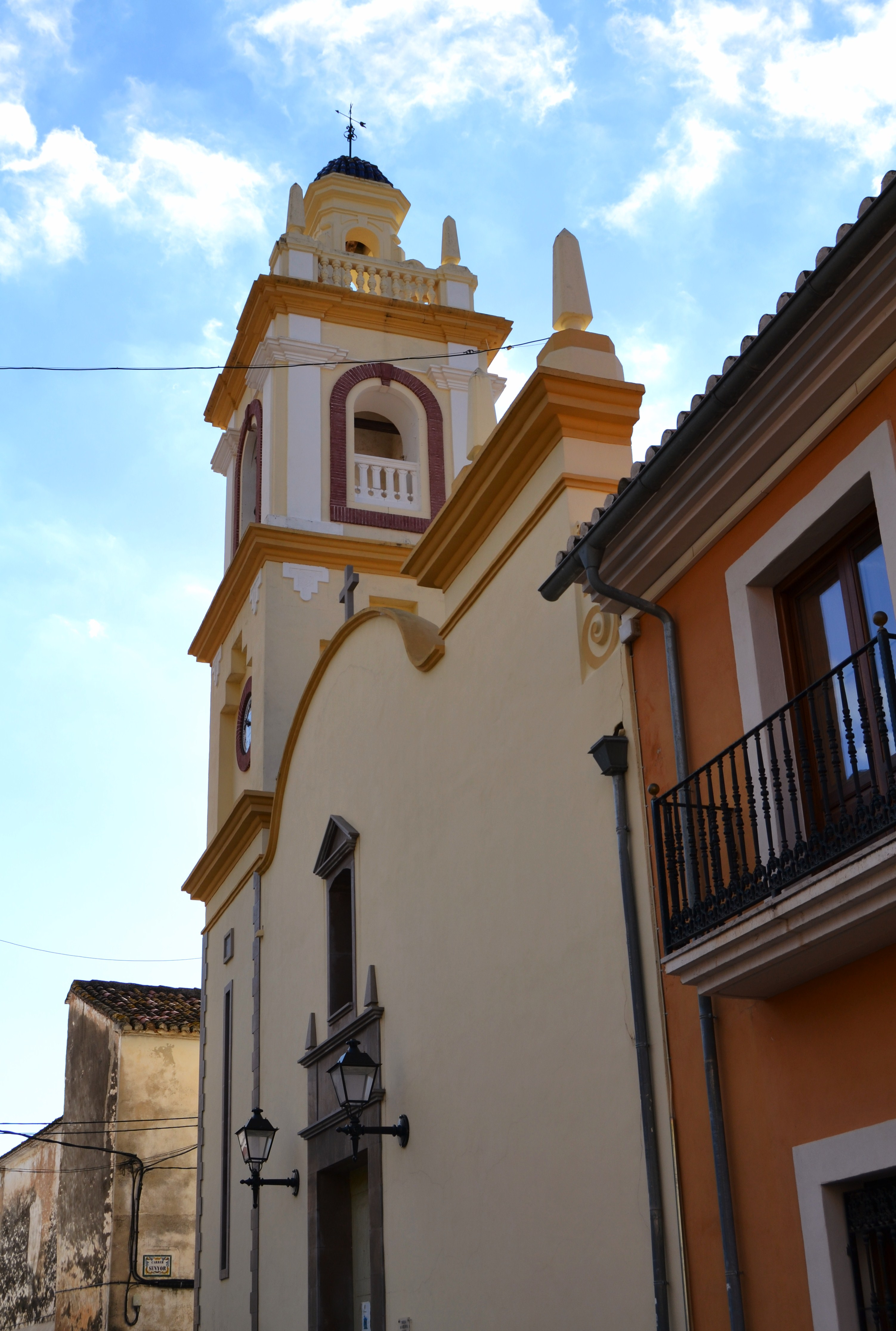
Andreaskirche
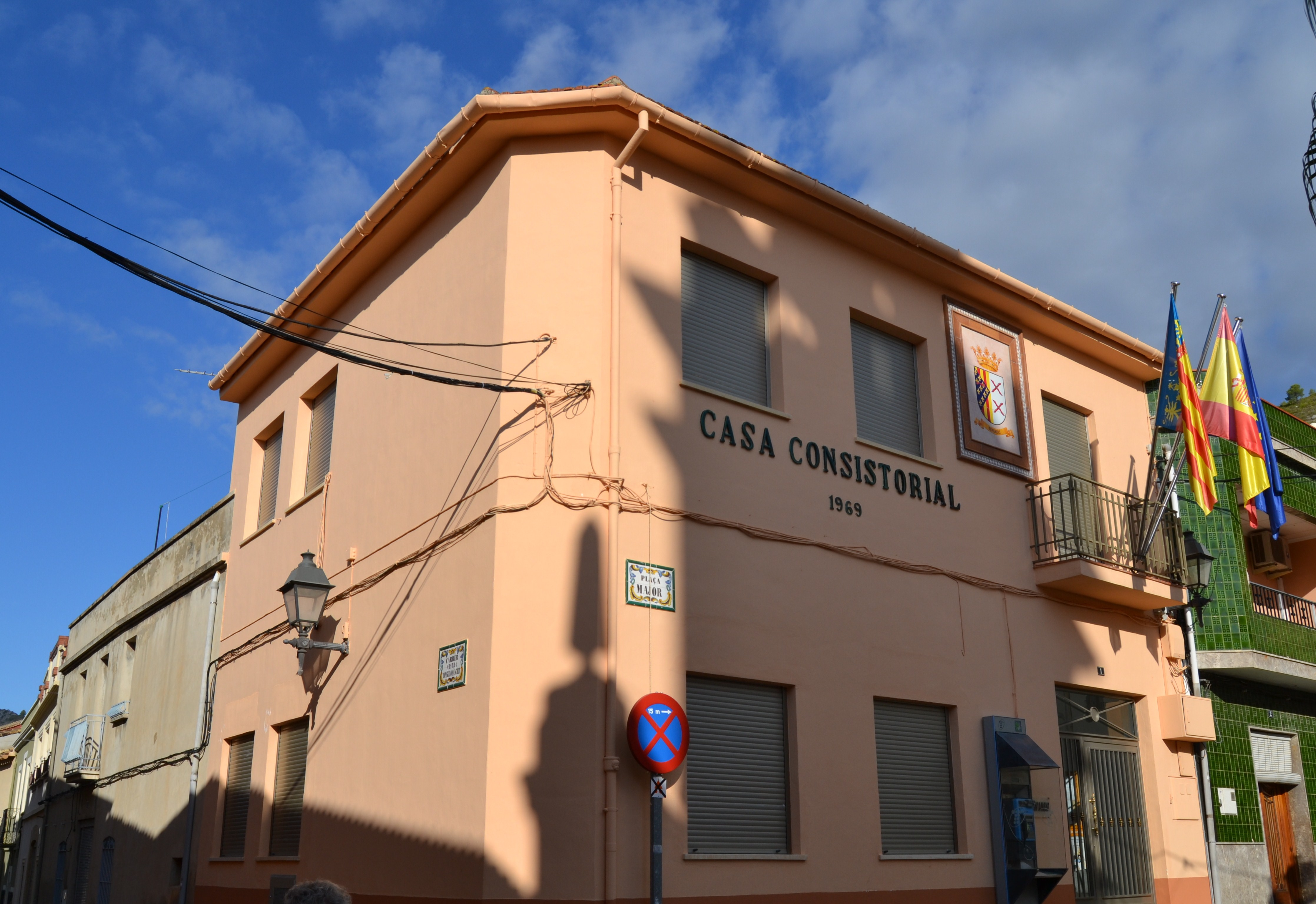
Rathaus